# Macropsis sibirica
Macropsis sibirica är en insektsart som beskrevs av Kusnezov 1929. Macropsis sibirica ingår i släktet Macropsis och familjen dvärgstritar. Inga underarter finns listade i Catalogue of Life.